# Discografia de DJ Khaled
A discografia de DJ Khaled, um disc jockey e produtor musical de hip-hop estadunidense consiste em doze álbuns de estúdio e trinta e sete singles.

## Álbums

### De estúdio
| Título                                                                                        | Detalhe do álbum | Posições em paradas músicais | Posições em paradas músicais | Posições em paradas músicais | Posições em paradas músicais | Posições em paradas músicais | Posições em paradas músicais | Posições em paradas músicais | Posições em paradas músicais | Posições em paradas músicais | Posições em paradas músicais | Certificações              |
| Título                                                                                        | Detalhe do álbum | EUA                          | AUS                          | AUT                          | BEL                          | FRA                          | ALE                          | HOL                          | SUE                          | SUI                          | UK                           | Certificações              |
| --------------------------------------------------------------------------------------------- | --- | ---------------------------- | ---------------------------- | ---------------------------- | ---------------------------- | ---------------------------- | ---------------------------- | ---------------------------- | ---------------------------- | ---------------------------- | ---------------------------- | -------------------------- |
| Listennn... the Album                                                                         | - Lançamento: 6 de junho de 2006 - Gravadora: Terror Squad, E1 - Formatos: CD, digital download                                 | 12                           | —                            | —                            | —                            | —                            | —                            | —                            | —                            | —                            | —                            |                            |
| We the Best                                                                                   | - Lançamento: 12 de junho de 2007 - Gravadora: Terror Squad, E1 - Formatos: CD, digital download                                | 8                            | —                            | —                            | —                            | —                            | —                            | —                            | —                            | —                            | —                            |                            |
| We Global                                                                                     | - Lançamento: 16 de setembro de 2008 - Gravadora: We the Best, Terror Squad, E1 - Formatos: CD, digital download                | 7                            | —                            | —                            | —                            | —                            | —                            | —                            | —                            | —                            | —                            |                            |
| Victory                                                                                       | - Lançamento: 2 de março de 2010 - Gravadora: We the Best, E1 - Formatos: CD, digital download                                  | 14                           | —                            | —                            | —                            | —                            | —                            | —                            | —                            | —                            | —                            |                            |
| We the Best Forever                                                                           | - Lançamento: 19 de julho de 2011 - Gravadora: We the Best, Young Money, Cash Money, Universal - Formatos: CD, digital download | 5                            | —                            | —                            | —                            | —                            | —                            | —                            | —                            | —                            | —                            |                            |
| Kiss the Ring                                                                                 | - Lançamento: 21 de agosto de 2012 - Gravadora: We the Best, Cash Money, Republic - Formatos: CD, digital download              | 4                            | —                            | —                            | —                            | —                            | —                            | —                            | —                            | —                            | —                            |                            |
| Suffering from Success                                                                        | - Lançamento: 22 de outubro de 2013 - Gravadora: We the Best, Cash Money, Republic - Formatos: CD, digital download             | 7                            | —                            | —                            | —                            | —                            | —                            | —                            | —                            | —                            | 196                          |                            |
| I Changed a Lot                                                                               | - Lançamento: 23 de outubro de 2015 - Gravadora: We the Best, RED - Formatos: CD, digital download                              | 12                           | —                            | —                            | 178                          | —                            | —                            | —                            | —                            | —                            | —                            |                            |
| Major Key                                                                                     | - Lançamento: 29 de julho de 2016 - Gravadora: We the Best, Epic - Formatos: CD, digital download                               | 1                            | 6                            | 30                           | 15                           | 54                           | —                            | 38                           | 58                           | 97                           | 7                            | - RIAA: Ouro               |
| Grateful                                                                                      | - Lançamento: 23 de junho de 2017 - Gravadora: We the Best, Epic - Formatos: CD, digital download                               | 1                            | 7                            | 30                           | 34                           | 64                           | 35                           | 8                            | 5                            | 20                           | 10                           | - RIAA: Platina - MC: Ouro |
| Father of Asahd                                                                               | - Lançamento: 17 de maio de 2019 - Gravadora: We the Best, Epic, Roc Nation - Formatos: CD, digital download                    | 2                            | 1                            | —                            | 10                           | —                            | —                            | 6                            | 9                            | —                            | 6                            | - RIAA: Platina - MC: Ouro |
| KHALED KHALED                                                                                 | - Lançamento: 30 de abril de 2021 - Gravadora: We the Best, Epic, Roc Nation - Formatos: CD, digital download                   | 1                            | 7                            | 20                           | 23                           | 38                           | 46                           | 8                            | 14                           | 16                           | 10                           | - RIAA: Platina            |
| "—" indica que a gravação não foi incluída nas paradas ou não foi distribuída naquela região. | |                              |                              |                              |                              |                              |                              |                              |                              |                              |                              |                            |

## Singles

### Como artista principal
| Título                                                                                                   | Ano  | Posições em paradas músicais | Posições em paradas músicais | Posições em paradas músicais | Posições em paradas músicais | Posições em paradas músicais | Posições em paradas músicais | Posições em paradas músicais | Posições em paradas músicais | Posições em paradas músicais | Posições em paradas músicais | Certificações                                                                                             | Álbum                  |
| Título                                                                                                   | Ano  | EUA                          | AUS                          | AUT                          | BEL                          | FRA                          | ALE                          | NLD                          | SUE                          | SUI                          | UK                           | Certificações                                                                                             | Álbum                  |
| --- | ---- | ---------------------------- | ---------------------------- | ---------------------------- | ---------------------------- | ---------------------------- | ---------------------------- | ---------------------------- | ---------------------------- | ---------------------------- | ---------------------------- | --- | ---------------------- |
| "Holla at Me" (featuring Lil Wayne, Paul Wall, Fat Joe, Rick Ross and Pitbull)                           | 2006 | 59                           | —                            | —                            | —                            | —                            | —                            | —                            | —                            | —                            | —                            | | Listennn... the Album  |
| "Grammy Family" (featuring Kanye West, Consequence and John Legend)                                      | 2006 | —                            | —                            | —                            | —                            | —                            | —                            | —                            | —                            | —                            | —                            | | Listennn... the Album  |
| "Born-N-Raised" (featuring Pitbull, Trick Daddy and Rick Ross)                                           | 2006 | —                            | —                            | —                            | —                            | —                            | —                            | —                            | —                            | —                            | —                            | | Listennn... the Album  |
| "We Takin' Over" (featuring Akon, T.I., Rick Ross, Fat Joe, Birdman and Lil Wayne)                       | 2007 | 28                           | —                            | —                            | —                            | —                            | —                            | —                            | —                            | —                            | —                            | - RIAA: Platina - MC: Ouro                                                                                | We the Best            |
| "I'm So Hood" (featuring T-Pain, Trick Daddy, Rick Ross and Plies)                                       | 2007 | 19                           | —                            | —                            | —                            | —                            | —                            | —                            | —                            | —                            | —                            | - RIAA: Platina                                                                                           | We the Best            |
| "Out Here Grindin" (featuring Akon, Rick Ross, Young Jeezy, Lil Boosie, Trick Daddy, Ace Hood and Plies) | 2008 | 38                           | —                            | —                            | —                            | —                            | —                            | —                            | —                            | —                            | —                            | - RIAA: Ouro - MC: Ouro                                                                                   | We Global              |
| "Go Hard" (featuring Kanye West and T-Pain)                                                              | 2008 | 69                           | —                            | —                            | —                            | —                            | —                            | —                            | —                            | —                            | —                            | | We Global              |
| "Fed Up" (featuring Usher, Drake, Young Jeezy and Rick Ross)                                             | 2009 | —                            | —                            | —                            | —                            | —                            | —                            | —                            | —                            | —                            | —                            | | Victory                |
| "Put Your Hands Up" (featuring Young Jeezy, Plies, Rick Ross and Schife)                                 | 2010 | —                            | —                            | —                            | —                            | —                            | —                            | —                            | —                            | —                            | —                            | | Victory                |
| "All I Do Is Win" (featuring T-Pain, Ludacris, Snoop Dogg and Rick Ross)                                 | 2010 | 24                           | —                            | —                            | —                            | —                            | —                            | —                            | —                            | —                            | 98                           | - RIAA: 3× Platina - MC: Platina                                                                          | Victory                |
| "Welcome to My Hood" (featuring Rick Ross, Plies, Lil Wayne and T-Pain)                                  | 2011 | 79                           | —                            | —                            | —                            | —                            | —                            | —                            | —                            | —                            | —                            | | We the Best Forever    |
| "I'm On One" (featuring Drake, Rick Ross and Lil Wayne)                                                  | 2011 | 10                           | —                            | —                            | —                            | —                            | —                            | —                            | —                            | —                            | 78                           | - RIAA: Ouro                                                                                              | We the Best Forever    |
| "It Ain't Over Til It's Over" (featuring Mary J. Blige, Fabolous and Jadakiss)                           | 2011 | —                            | —                            | —                            | —                            | —                            | —                            | —                            | —                            | —                            | —                            | | We the Best Forever    |
| "Legendary" (featuring Chris Brown, Keyshia Cole and Ne-Yo)                                              | 2011 | —                            | —                            | —                            | —                            | —                            | —                            | —                            | —                            | —                            | —                            | | We the Best Forever    |
| "Take It to the Head" (featuring Chris Brown, Rick Ross, Nicki Minaj and Lil Wayne)                      | 2012 | 58                           | —                            | —                            | —                            | —                            | —                            | —                            | —                            | —                            | —                            | - RIAA: Ouro                                                                                              | Kiss the Ring          |
| "I Wish You Would" (featuring Kanye West and Rick Ross)                                                  | 2012 | 78                           | —                            | —                            | —                            | —                            | —                            | —                            | —                            | —                            | —                            | | Kiss the Ring          |
| "No New Friends" (featuring Drake, Rick Ross and Lil Wayne)                                              | 2013 | 37                           | —                            | —                            | —                            | —                            | —                            | —                            | —                            | —                            | —                            | - RIAA: Ouro                                                                                              | Suffering from Success |
| "I Wanna Be With You" (featuring Nicki Minaj, Future and Rick Ross)                                      | 2013 | —                            | —                            | —                            | —                            | —                            | —                            | —                            | —                            | —                            | —                            | | Suffering from Success |
| "They Don't Love You No More" (featuring Jay Z, Meek Mill, Rick Ross and French Montana)                 | 2014 | —                            | —                            | —                            | —                            | —                            | —                            | —                            | —                            | —                            | —                            | | I Changed a Lot        |
| "Hold You Down" (featuring Chris Brown, August Alsina, Future and Jeremih)                               | 2014 | 39                           | —                            | —                            | —                            | —                            | —                            | —                            | —                            | —                            | —                            | - RIAA: Ouro                                                                                              | I Changed a Lot        |
| "How Many Times" (featuring Chris Brown, Lil Wayne and Big Sean)                                         | 2015 | 68                           | —                            | —                            | —                            | 120                          | —                            | —                            | —                            | —                            | —                            | - RIAA: Ouro                                                                                              | I Changed a Lot        |
| "Gold Slugs" (featuring Chris Brown, August Alsina and Fetty Wap)                                        | 2015 | —                            | —                            | —                            | —                            | —                            | —                            | —                            | —                            | —                            | —                            | | I Changed a Lot        |
| "For Free" (featuring Drake)                                                                             | 2016 | 13                           | —                            | —                            | —                            | 79                           | —                            | —                            | —                            | —                            | 25                           | - RIAA: 2× Platina - BPI: Prata - MC: Platina                                                             | Major Key              |
| "I Got the Keys" (featuring Jay Z and Future)                                                            | 2016 | 30                           | —                            | —                            | —                            | 125                          | —                            | —                            | —                            | —                            | —                            | - RIAA: Platina                                                                                           | Major Key              |
| "Holy Key" (featuring Big Sean, Kendrick Lamar and Betty Wright)                                         | 2016 | 84                           | —                            | —                            | —                            | 152                          | —                            | —                            | —                            | —                            | —                            | | Major Key              |
| "Do You Mind" (featuring Nicki Minaj, Chris Brown, August Alsina, Jeremih, Future and Rick Ross)         | 2016 | 27                           | —                            | —                            | —                            | 162                          | —                            | —                            | —                            | —                            | —                            | - RIAA: Platina                                                                                           | Major Key              |
| "Shining" (featuring Beyoncé and Jay Z)                                                                  | 2017 | 57                           | —                            | —                            | 17                           | 75                           | —                            | —                            | —                            | —                            | 71                           | - RIAA: Platina                                                                                           | Grateful               |
| "I'm the One" (featuring Justin Bieber, Quavo, Chance the Rapper and Lil Wayne)                          | 2017 | 1                            | 1                            | 2                            | 10                           | 11                           | 4                            | 4                            | 2                            | 6                            | 1                            | - RIAA: 6× Platina - ARIA: 5× Platina - BPI: 2× Platina - MC: 5× Platina - RMNZ: Platina - SNEP: Platina  | Grateful               |
| "Wild Thoughts" (featuring Rihanna and Bryson Tiller)                                                    | 2017 | 2                            | 2                            | 9                            | 5                            | 2                            | 4                            | 5                            | 4                            | 3                            | 1                            | - RIAA: 4× Platina - ARIA: 4× Platina - BPI: 2× Platina - MC: 3× Platina - RMNZ: Platina - SNEP: Diamante | Grateful               |
| "Top Off" (featuring Jay-Z, Future and Beyoncé)                                                          | 2018 | 22                           | —                            | —                            | —                            | 55                           | 98                           | —                            | 60                           | 66                           | 41                           | - RIAA: Ouro                                                                                              | Father of Asahd        |
| "No Brainer" (featuring Justin Bieber, Chance the Rapper and Quavo)                                      | 2018 | 5                            | 6                            | 7                            | 24                           | 22                           | 15                           | 16                           | 4                            | 12                           | 3                            | - RIAA: Platina - ARIA: 2× Platina - BPI: Prata - RMNZ: Platina - MC: Platina                             | Father of Asahd        |
| "Higher" (featuring Nipsey Hussle and John Legend)                                                       | 2019 | 21                           | —                            | —                            | —                            | —                            | —                            | —                            | —                            | —                            | 43                           | - RIAA: Ouro                                                                                              | Father of Asahd        |
| "Just Us" (featuring SZA)                                                                                | 2019 | 43                           | 32                           | —                            | 34                           | —                            | —                            | —                            | —                            | 81                           | 66                           | - RIAA: Platina                                                                                           | Father of Asahd        |
| "You Stay" (featuring Meek Mill, J Balvin, Lil Baby, and Jeremih)                                        | 2019 | 44                           | —                            | —                            | —                            | —                            | —                            | —                            | —                            | —                            | —                            | - RIAA: Platina                                                                                           | Father of Asahd        |
| "Popstar" (featuring Drake)                                                                              | 2020 | 3                            | 10                           | 29                           | 12                           | 101                          | 36                           | 42                           | 33                           | 18                           | 11                           | - RIAA: 3× Platina - ARIA: Ouro - BPI: Prata                                                              | KHALED KHALED          |
| "Greece" (featuring Drake)                                                                               | 2020 | 8                            | 35                           | 27                           | 10                           | 129                          | 28                           | 71                           | 73                           | 11                           | 8                            | - RIAA: Platina - BPI: Platina - ARIA: Ouro                                                               | KHALED KHALED          |
| "Let It Go" (featuring Justin Bieber and 21 Savage)                                                      | 2021 | 54                           | —                            | —                            | —                            | —                            | —                            | —                            | —                            | —                            | —                            | | KHALED KHALED          |
| "Every Chance I Get" (featuring Lil Baby and Lil Durk)                                                   | 2021 | 20                           | —                            | —                            | —                            | —                            | —                            | —                            | —                            | —                            | 73                           | - RIAA: 2× Platina                                                                                        | KHALED KHALED          |
| "I Did It" (featuring Post Malone, Megan Thee Stallion, Lil Baby and DaBaby)                             | 2021 | 43                           | —                            | —                            | —                            | —                            | —                            | —                            | 50                           | 85                           | 53                           | | KHALED KHALED          |
| "Body in Motion" (featuring Bryson Tiller, Lil Baby and Roddy Ricch)                                     | 2021 | 79                           | —                            | —                            | —                            | —                            | —                            | —                            | —                            | —                            | —                            | | KHALED KHALED          |
| "—" indica que a gravação não foi incluída nas paradas ou não foi distribuída naquela região.            |      |                              |                              |                              |                              |                              |                              |                              |                              |                              |                              | |                        |

## Como convidado
| Título                         | Ano  | Outro artista (s) | Álbum                           |
| ------------------------------ | ---- | --- | ------------------------------- |
| "I'm Feelin' Ya"               | 2002 | Cognito | Tru Cognizance                  |
| "Stop"                         | 2008 | DJ Pharris, The Game, Rick Ross, Sly Polaroid | Nenhum                          |
| "Get It For Life"              | 2008 | Fat Joe, Pooh Bear | The Elephant in the Room        |
| "Speedin'" (We The Best Remix) | 2008 | Rick Ross, R. Kelly, Plies, Birdman, Busta Rhymes, DJ Drama, Webbie, Gorilla Zoe, Fat Joe, Torch, Gunplay, DJ Bigga Rankin', Flo Rida, Brisco, Lil Wayne | Nenhum                          |
| "Karaoke"                      | 2008 | T-Pain | Three Ringz                     |
| "Always Strapped" (Remix)      | 2009 | Birdman, Lil Wayne, Young Jeezy, Rick Ross | Priceless                       |
| "Maybach Music 2.5"            | 2009 | Rick Ross, T-Pain, Fabolous, Pusha T, Birdman | Nenhum                          |
| "Gutta Bitch" (Remix)          | 2009 | Trai'D, Hurricane Chris, Trina, Ace Hood, Bun B | Nenhum                          |
| "The Pursuit"                  | 2009 | Masspike Miles, Rick Ross | The Pursuit Of Happiness        |
| "America's Most Wanted"        | 2010 | Jalil Lopez, Rick Ross | Nenhum                          |
| "Mechanics" (Remix)            | 2010 | Reek da Villian, Busta Rhymes, Swizz Beatz, Cam'ron, Vado, Method Man, Nelly                                                                             | Nenhum                          |
| "I'm Number 1"                 | 2010 | Nelly, Birdman | 5.0                             |
| "Body To Body" (Remix)         | 2011 | Ace Hood, Chris Brown, Rick Ross, Wale | The Statement 2                 |
| "I'ma Stunt"                   | 2011 | Bow Wow, Lil Wayne, 2 Chainz | Greenlight 4                    |
| "VNTM.com"                     | 2011 | La Fouine | Capitale du Crime Volume 3      |
| "Movie"                        | 2011 | Magazeen, Rick Ross, DJ Nasty | Nenhum                          |
| "Let It Fly" (Remix)           | 2011 | Maino, Roscoe Dash, Ace Hood, Meek Mill, Jim Jones, Wale                                                                                                 | I Am Who I Am                   |
| "It's On"                      | 2012 | R. Kelly, Ace Hood | Nenhum                          |
| "The Fam"                      | 2012 | Chopper City, Birdman, Mack Maine, Lil Boosie | Nenhum                          |
| "I Do This"                    | 2012 | Trae tha Truth, Rico Love, T.I. | Tha Blackprint                  |
| "TNT" (Remix)                  | 2012 | ¡Mayday!, Black Thought, Jon Connor, Stevie Stone, Jay Rock                                                                                              | Nenhum                          |
| "City of 30,000 Wolves"        | 2012 | Stalley | "Songs by Me, Stalley" Series   |
| "Intro (Dj Khaled Drop)"       | 2012 | Lee Mazin | LoveLEE                         |
| "City of 30,000 Wolves"        | 2012 | Stalley | Nenhum                          |
| "Intro / Bounce Back"          | 2012 | Jarvis | Heartache                       |
| "Bitch Bad"                    | 2012 | Trina, French Montana | Back 2 Business                 |
| "Catastrophe"                  | 2012 | Busta Rhymes, Reek da Villian, J-Doe | Catastrophic                    |
| "One Night"                    | 2013 | Chinx Drugz, Roscoe Dash, French Montana | Cocaine Riot 3                  |
| "Take Over"                    | 2013 | Lil Snupe | R.N.I.C                         |
| "Don't Make Me Do It"          | 2013 | Funkmaster Flex, Vado, French Montana, Meek Mill, Ace Hood                                                                                               | Who You Mad At? Me Or Yourself? |
| "Whole Lotta"                  | 2013 | Attitude, Timbaland | Nenhum                          |
| "Fuck What Happens Tonight"    | 2013 | French Montana, Mavado, Ace Hood, Snoop Dogg, Scarface                                                                                                   | Excuse My French                |
| "Freaks" (Remix)               | 2013 | French Montana, Mavado, Rick Ross, Wale, Nicki Minaj | Nenhum                          |
| "I Remember"                   | 2016 | Yo Gotti | White Friday (CM9)              |
| "Culture"                      | 2017 | Migos | Culture                         |
| "Glow Up"                      | 2017 | Mary J. Blige, Quavo, Missy Elliott | Strength of a Woman             |